# Guerville (Seine-Maritime)
Guerville település Franciaországban, Seine-Maritime megyében. Lakosainak száma 470 fő (2022. január 1.). Guerville Bazinval, Dancourt, Grandcourt, Longroy, Melleville, Millebosc és Monchaux-Soreng községekkel határos.

## Népesség
A település népességének változása:
| Lakosok száma | 472  | 473  | 485  | 473  | 468  | 464  | 471  | 473  | 470  |
|               | 2013 | 2015 | 2016 | 2017 | 2018 | 2019 | 2020 | 2021 | 2022 |